# Eugene Galeković
Eugen-Josip "Eugene" Galeković (Melbourne, 1981. június 12. –) ausztrál válogatott labdarúgó, jelenleg az  Adelaide United játékosa.

## Sikerei, díjai
Melbourne Victory
- Ausztrál bajnok (1): 2006–07

Adelaide United
- Ausztrál bajnok (1): 2015–16

Egyéni
- Az év kapusa: 2008–09, 2009–10, 2013–14
- Adelaide United, az év játékosa: 2008–09, 2009–10, 2011–12

## Fordítás
- Ez a szócikk részben vagy egészben  az   Eugene Galeković című angol Wikipédia-szócikk fordításán alapul.  Az eredeti cikk szerkesztőit annak laptörténete sorolja fel. Ez a jelzés csupán a megfogalmazás eredetét és a szerzői jogokat jelzi, nem szolgál a cikkben szereplő információk forrásmegjelöléseként.